# Silke Renk
Silke Renk (Erfurt, 30 de junio de 1967) es una atleta alemana ya retirada, que estaba especializada en el lanzamiento de jabalina.
Representó a la selección olímpica de Alemania Oriental en las olimpiadas de 1988 y 1992 y en el Campeonato Europeo de Atletismo de 1990. 

| Predecesor: Petra Felke | Campeona Olímpica de lanzamiento de jabalina Juegos Olímpicos de Barcelona 1992 | Sucesor: Heli Rantanen |

- Datos: Q241050